# Foto van vroeger
"Foto van vroeger" is een nummer van de Nederlandse zanger Rob de Nijs. Het nummer werd uitgebracht op zijn album Met je ogen dicht uit 1980. In maart dat jaar werd het nummer in Nederland en België (Vlaanderen) op single uitgebracht.

## Achtergrond
Foto van vroeger is een cover van het nummer "Damals wollt' ich erwachsen sein" van Udo Jürgens, dat in 1977 op diens album Lieder, die auf Reisen gehen verscheen. Dit nummer, geschreven door Jürgens en Irma Holder, werd door Joost Nuissl naar het Nederlands vertaald en opgenomen door Rob de Nijs; iets wat in 1977 ook al gebeurde met de top 10-hit "Het werd zomer".
Foto van vroeger werd in eerste instantie niet uitgebracht op single (alsnog in maart 1980), maar vanwege de nostalgische gevoelens is het een van de populairste platen van De Nijs geworden. In 2006 zong De Nijs het tevens in het Fries tijdens de Fryske Music Night onder de titel "Foto fan eartiids". Op 15 november 2020 maakten de 3JS als eerbetoon voor De Nijs een bewerking van dit nummer dat ze lieten horen bij de talkshow Op1.

## Inhoud
In de tekst van Foto van vroeger kijkt de verteller via foto's uit het verleden terug op zijn jeugd. Alhoewel hij nooit de doelen heeft bereikt waar hij als kind van droomde, is hij nooit echt volwassen geworden.

## Hitnoteringen

### NPO Radio 2 Top 2000
Sinds de allereerste editie in december 1999 staat de plaat onafgebroken genoteerd in de jaarlijkse NPO Radio 2 Top 2000 van de Nederlandse publieke radiozender NPO Radio 2, met als hoogste notering tot nu toe een 279e positie in december 2006.

| Nummer met noteringen in de NPO Radio 2 Top 2000 | '99 | '00 | '01 | '02 | '03 | '04 | '05 | '06 | '07 | '08 | '09 | '10 | '11 | '12 | '13 | '14 | '15 | '16 | '17 | '18  | '19 | '20 | '21 | '22 | '23 | '24 |
| ------------------------------------------------ | --- | --- | --- | --- | --- | --- | --- | --- | --- | --- | --- | --- | --- | --- | --- | --- | --- | --- | --- | ---- | --- | --- | --- | --- | --- | --- |
| Foto van vroeger                                 | 693 | 404 | 312 | 327 | 324 | 438 | 452 | 279 | 340 | 336 | 529 | 418 | 523 | 756 | 667 | 698 | 812 | 926 | 835 | 1173 | 865 | 308 | 463 | 508 | 435 | 429 |

1. ↑  Een vetgedrukt getal geeft de hoogste notering aan.

### Evergreen Top 1000
| Jaar    | 2008 | 2009 | 2010 | 2011 | 2012 | 2013 | 2014 | 2015 | 2016 | 2017 | 2018 | 2019 | 2020 | 2021 | 2022 | 2023 |
| ------- | ---- | ---- | ---- | ---- | ---- | ---- | ---- | ---- | ---- | ---- | ---- | ---- | ---- | ---- | ---- | ---- |
| Positie | 834  | 148  | 354  | 349  | 584  | 108  | 50   | 105  | 60   | 27   | 33   | 28   | 23   | 26   | 17   | 11   |